# 富山地方鉄道14760形電車
富山地方鉄道14760形電車（とやまちほうてつどう14760がたでんしゃ）は、富山地方鉄道の電車である。

## 概要
富山地方鉄道創立50周年にあたる1979年（昭和54年）、同社初の冷房車として2両編成3本・6両が竣工し、1981年（昭和56年）までの3年間で2両編成7本とクハ170形の計15両が製造された。1980年には鉄道友の会よりローレル賞を受賞している。
製造は日本車輌製造が担当しており、電動車のモハ14760形と増結用の制御車クハ175が存在する。
車番は1980年（昭和55年）製造のモハ14769のみ、ペアを組む偶数車は14770形がすでに存在していたため、例外的にモハ14760とされていた。その後、14770形を14790形に改番した上で、モハ14760をモハ14770に改番、モハ14761 - モハ14774の2両編成7本・14両に揃えている。
さらにその後、奇数車はモハ14761形、偶数車はモハ14762形と形式が変更された。
富山地方鉄道社内では形式の下2桁のみを取った「60形」という呼称も用いられている。

## 車両概説

### 車体
設計は日本車輛が1964年に手がけた10020形のレイアウトを基本としており、配置はd2(1)D2x4D(1)2（d：乗務員扉、D：客用扉、(1)：戸袋窓）、車体長は18m級で、前面は2枚窓構成である。また、自社発注車両の伝統的な特徴である引き戸式の乗務員扉も引き続いて採用している。
ただし、前面デザインは上部に後退角が付けられ、窓も大型化してセンターピラーの細い連窓状となり、列車種別・行先表示幕が大型化された窓の内側に、周囲を黒く塗装の上で設置されるなど、当時の流行を反映したデザインとなり、側窓も当時の流行であるユニット式の2段上昇窓が採用されるなど、各所のデザインがリファインされており、印象は一変している。屋根が高くなり、側構が垂直になったことで車体断面積が拡大している。
連結器上部には回転式タイフォンカバーが左右対称に2基設置されているが、一部の車両では車掌部寄りのカバーを準備工事に留めている。

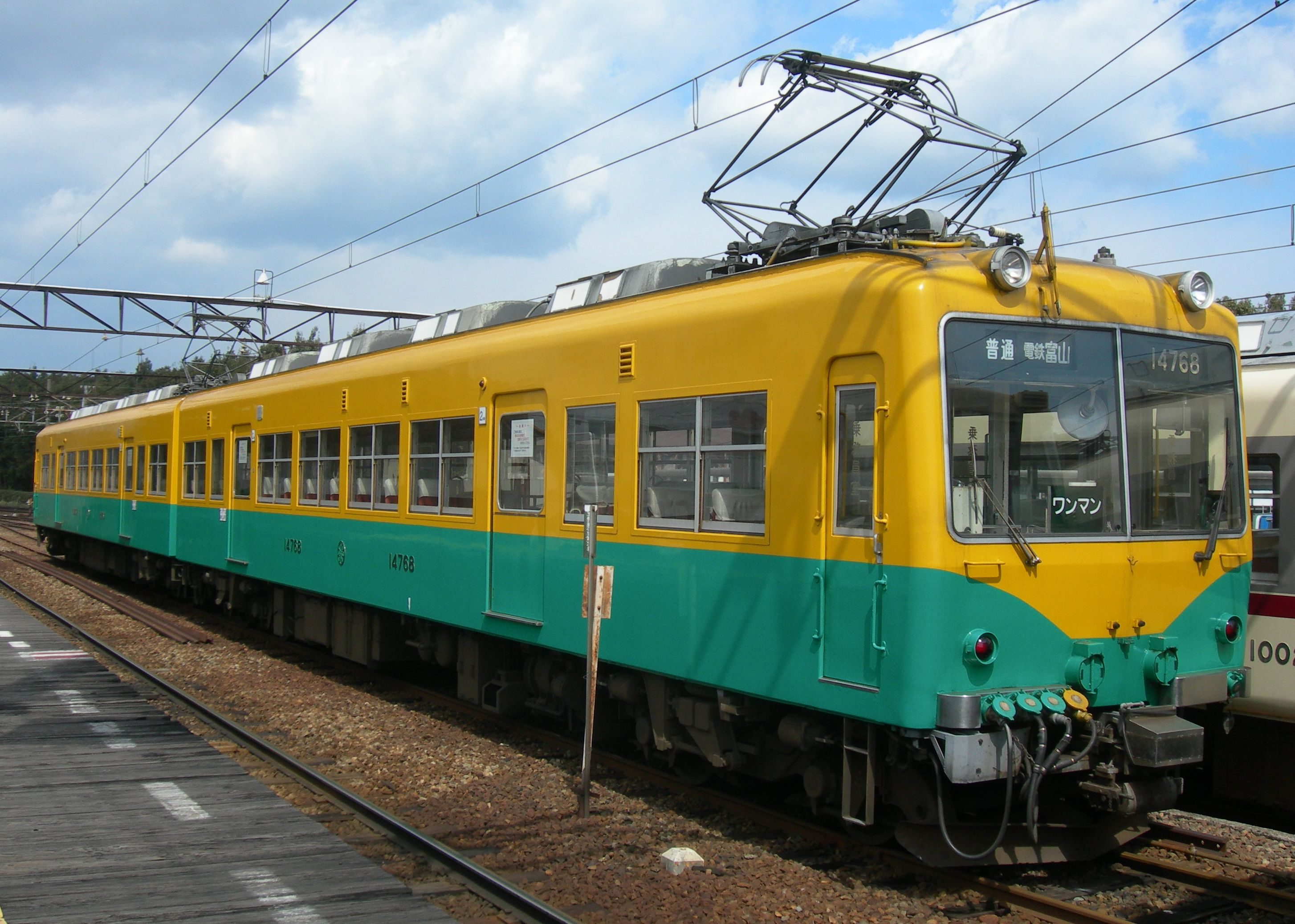
新塗装化された14769編成
（2009年3月 稲荷町駅）

雷鳥をイメージした白色とグレーの塗装にあずき色のラインが入ったカラーリングで登場し、その後2編成が10030形と同じ黄色と緑のツートンに塗色変更された。

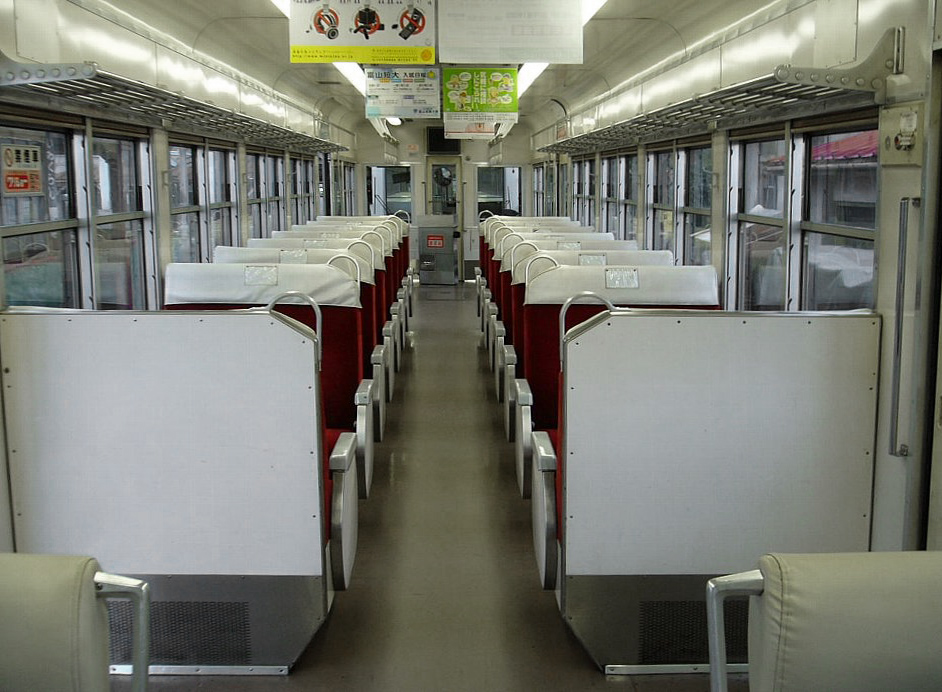
14760形車内

### 車内
車内は新造時は扉間が転換クロスシート、車端部はロングシートであったが、10030形のワンマン化改造で特急運用が増加し、これに伴い車端部（扉横を除く）のクロスシート化が進められた。一部の編成は新幹線0系の廃車発生品である簡易リクライニングシートが車掌部後方及び車端部に設置されているが、扉横の座席のうち車端部側には2人掛けの簡易リクライニングシートを横手方向に設置したため、日本の鉄道車両としては極めて珍しい「簡易リクライニング機構つきロングシート」となっている（ロングシート部ではリクライニングレバーが外されている車両もある）。その後ワンマン化改造にあたり乗務員室後方の座席が撤去されたため、運転席と前寄りの扉の間はデッドスペースとなっている。
その他、何種類かの車内チャイムが搭載されており、かつては特急列車の車掌放送時などに流れることがあったが、特急のワンマン運転が実施されて以後は、放送機器自体が撤去され耳にすることができなくなった。チャイムに採用されていたのは下記の曲。
- 鉄道唱歌
- 夏は来ぬ
- 雪山賛歌
- 鯉のぼり

また、一時はミュージックホーンが取り付けられていたが、現在は撤去されている。

### 主要機器
台車は全車とも日本車輌製造ND-308、主電動機は端子電圧375V時定格出力110kWの東洋電機TDK-8205Aを各車に4基ずつ搭載し、駆動システムはギア比6.07の中空軸平行カルダン駆動、主制御器は1台で2両分8基の主電動機を制御する1C8M方式の東洋電機ES-777-A-Mを奇数車に搭載している。
ブレーキは発電制動併用のHSC-D電磁直通ブレーキで、連結器は新造時には小型密着自動連結器を装備していたが、後年全車とも密着連結器への交換が実施された。 
冷房装置は集約分散式のユニットクーラーを各車4基搭載し、これに給電するために偶数車に75kVAの電動発電機を搭載していたが、後にクハ170形などの冷房化時に一部がこれを供出し、代わりに最新の100kVA級インバータが搭載された。

## ワンマン化改造
1997年（平成9年）頃から当時特急運用に就かなかった編成を対象に順次行われた。さらに2004年（平成16年）から特急列車のワンマン運転を実施するのに伴い、特急専用車両のワンマン化改造工事が実施された。2004年にワンマン化工事を施工された車両は運賃表示機に液晶ディスプレイ（ゴールドキング製）を採用したが、その後ICカード乗車券ecomycaの導入に伴い、先に改造を受けた編成と同じ通常の運賃表示器に揃えられた。

## 運用
普通から特急まで幅広く運用されている。多くの列車は2両の固定編成単独での運用が基本だが、朝夕の通勤通学のラッシュ時や多客時の特急などを中心に、クハ170形や同系列同士を増結した3 - 4両編成での運用もある。なお、この場合はワンマン運転が不可能なため、車掌が乗務する。
2019年（令和元年）10月からは、同年9月30日をもって引退した10020形に代わり、クハ175の連結相手となっている。